# Visayas Occidentals

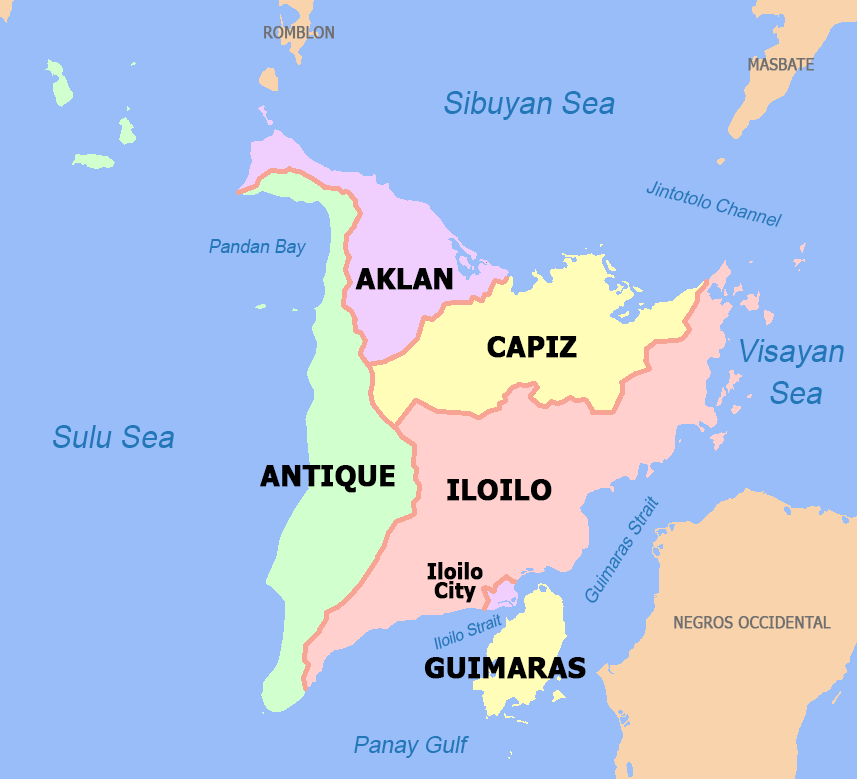
Mapa polític de les Visayas Occidentals

Les Visayas Occidentals (en filipí Kanlurang Kabisayaan, en anglès Western Visayas) són una regió de les Filipines, designada com a Regió VI. La regió està situada a la part occidental del grup de les Visayas. Consisteix en sis províncies: Aklan, Antique, Capiz, Guimaras, Iloilo i Negros Occidental, a més de les ciutats independents de Bacolod i Iloilo, que és la capital regional.
La superfície de la regió és de 20.614 km². Segons el cens de 2007, té una població de 6.843.643 habitants, sent la quarta més poblada de les 17 regions del país.

## Províncies i ciutats independents
La regió de les Visayas Occidentals està composta per 6 províncies i 2 ciutats independents:
| Província/Ciutat           | Capital                | Població (2007) | Àrea (km²) | Densitat de població (per km²) |
| -------------------------- | ---------------------- | --------------- | ---------- | ------------------------------ |
| Prov. d'Aklan              | Kalibo                 | 495.122         | 1.821,4    | 271,8                          |
| Prov. d'Antique            | San Jose de Buenavista | 515.265         | 2.729,2    | 188,8                          |
| Prov. de Capiz             | Roxas                  | 701.664         | 2.594,6    | 270,4                          |
| Prov. de Guimaras          | Jordan                 | 151.238         | 604,6      | 250,2                          |
| Prov. d'Iloilo             | Iloilo                 | 1.691.878       | 4.829,1    | 350,3                          |
| Prov. de Negros Occidental | Bacolod                | 2.370.269       | 7.802,5    | 303,8                          |
|                            |                        |                 |            |                                |
| Ciutat de Bacolod          | —                      | 499.497         | 162,67     | 3.070,6                        |
| Ciutat d'Iloilo            | —                      | 418.710         | 70,2       | 5.962,0                        |
|                            |                        |                 |            |                                |
| Visayas Occidentals        | Iloilo                 | 6.843.643       | 20.614,4   | 332,0                          |

Tot i que Bacolod és sovint agrupada dins de la província de Negros Occidental i Iloilo és inclosa dins de la província homònima amb finalitats estadístiques per l'Oficina Nacional d'Estadística, com a ciutats altament urbanitzades són administrativament independents de les seves respectives províncies.